# Dechatu
Dechatu est une rivière de l'est de l'Éthiopie. Il prend sa source dans les Montagnes Ahmar pour couler vers le nord à travers la deuxième plus grande ville du pays, Dire Dawa en direction de la Rivière Awash, entrant dans la ville à 9° 35′ N, 41° 52′ E. On ne sait pas si son débit ou le lit de la rivière finira par atteindre l'Awash. La rivière semble se perdre dans la plaine de Cantur (Buren Meda) au nord de Dire Dawa.

## Inondations
La rivière est périodiquement inondée pendant la saison des pluies, de juin à septembre. En 2005, environ 200 personnes ont été tuées par les eaux de crue et par les crocodiles. En août 2006, une inondation a fait au moins 300 morts, dont 200 dans la ville de Dire Dawa. La ville a subi d’importants dégâts et des milliers de ses habitants ont été déplacés. Les infrastructures de communication ont été endommagées et la route principale menant à la capitale Addis-Abeba a été coupée.
Le 24 avril 2020, à la suite de fortes pluies dans le bassin versant des hautes terres, la rivière Decchatu a tué 4 personnes et grièvement blessé 2 habitants, plus de 30 maisons ont été emportées par les eaux.